# Înainte de 1925 în televiziune
- 1873: Willoughby Smith a descoperit fotoconductivitatea seleniului. Această descoperire a dus la inventarea celulei fotoelectrice.
- 1877: George R. Carey din Boston, Massachusetts creează un telectroscop - un aparat care putea proiect o imagine în mișcare către un punct aflat la distanță.  Telectroscopul a fost primul prototip de televiziune.